# The Rolling Stones British Tour 1966
Il British Tour 1966 è stata una breve tournée dei Rolling Stones svoltasi in Inghilterra, Scozia e Galles nel settembre e ottobre 1966.

## Storia
Il tour prese il via il 23 settembre e si concluse il 9 ottobre 1966. Fatta eccezione per la prima data alla Royal Albert Hall di Londra, in tutte le seguenti tappe della tournée la band fece due concerti a serata.
Gli artisti di supporto furono Ike & Tina Turner, The Kings Rhythm Orchestra, The Yardbirds e Peter Jay and the Jaywalkers.

## Formazione
The Rolling Stones
- Mick Jagger - voce solista, armonica, percussioni
- Keith Richards - chitarra, cori
- Brian Jones - chitarra, armonica, dulcimer elettrico, organo, cori
- Bill Wyman - basso, cori
- Charlie Watts - batteria

## Scaletta
1. Paint It, Black
2. Under My Thumb
3. Get Off of My Cloud
4. Lady Jane
5. Not Fade Away (Buddy Holly)
6. The Last Time
7. 19th Nervous Breakdown
8. Have You Seen Your Mother, Baby, Standing in the Shadow?
9. (I Can't Get No) Satisfaction

## Date
| Data                       | Città               | Nazione     | Luogo             | Artisti di supporto                                                                            |
| -------------------------- | ------------------- | ----------- | ----------------- | ---------------------------------------------------------------------------------------------- |
| 23 settembre 1966          | Londra              | Inghilterra | Royal Albert Hall | Ike & Tina Turner The Yardbirds Peter Jay and The New Jaywalkers The Kings of Rhythm Orchestra |
| 24 settembre 1966 (2 show) | Leeds               | Inghilterra | Odeon Theatre     | Ike & Tina Turner The Yardbirds Peter Jay and The New Jaywalkers The Kings of Rhythm Orchestra |
| 25 settembre 1966 (2 show) | Liverpool           | Inghilterra | Empire Theatre    | Ike & Tina Turner The Yardbirds Peter Jay and The New Jaywalkers The Kings of Rhythm Orchestra |
| 28 settembre 1966 (2 show) | Ardwick             | Inghilterra | Apollo Theatre    | Ike & Tina Turner The Yardbirds Peter Jay and The New Jaywalkers The Kings of Rhythm Orchestra |
| 29 settembre 1966 (2 show) | Stockton-on-Tees    | Inghilterra | ABC Theatre       | Ike & Tina Turner The Yardbirds Peter Jay and The New Jaywalkers The Kings of Rhythm Orchestra |
| 30 settembre 1966 (2 show) | Glasgow             | Scozia      | Odeon Theatre     | Ike & Tina Turner The Yardbirds Peter Jay and The New Jaywalkers The Kings of Rhythm Orchestra |
| 1º ottobre 1966 (2 show)   | Newcastle upon Tyne | Inghilterra | City Hall         | Ike & Tina Turner The Yardbirds Peter Jay and The New Jaywalkers The Kings of Rhythm Orchestra |
| 2 ottobre 1966 (2 show)    | Ipswich             | Inghilterra | Gaumont Theatre   | Ike & Tina Turner The Yardbirds Peter Jay and The New Jaywalkers The Kings of Rhythm Orchestra |
| 6 ottobre 1966 (2 show)    | Birmingham          | Inghilterra | Odeon Theatre     | Ike & Tina Turner The Yardbirds Peter Jay and The New Jaywalkers The Kings of Rhythm Orchestra |
| 7 ottobre 1966 (2 show)    | Bristol             | Inghilterra | Colston Hall      | Ike & Tina Turner The Yardbirds Peter Jay and The New Jaywalkers The Kings of Rhythm Orchestra |
| 8 ottobre 1966 (2 show)    | Cardiff             | Galles      | Capitol Theatre   | Ike & Tina Turner The Yardbirds Peter Jay and The New Jaywalkers The Kings of Rhythm Orchestra |
| 9 ottobre 1966 (2 show)    | Southampton         | Inghilterra | Gaumont Theatre   | Ike & Tina Turner The Yardbirds Peter Jay and The New Jaywalkers The Kings of Rhythm Orchestra |